# Gabriel Fernández de Cadórniga
Gabriel Fernández de Cadórniga (La Bañeza, 1830-Madrid, 1900) Diputado borbónico y periodista leonés.

## Biografía
Miembro del Partido Moderado, en 1866 ejerció de redactor en El Español, el periódico del partido. En 1882 fue consejero de El Cronista. Acérrimo monárquico, partidario de Isabel II, fue elegido diputado por Astorga (1867), en las llamadas «Cortes de tercera», ejerciendo de secretario de la comisión de las circunscripciones de Castilla y León, que habían sido azotadas por la sequía. En 1875 fue miembro de la comisión parlamentaria presidida por Claudio Moyano que trató la congelación de la V Base de Aranceles, protegiendo a los productores cerealísticos. En la Restauración, fue miembro del Partido Conservador, siendo diputado por Valencia de Don Juan (1879) y por Alcaraz (1884). En los 1890's sería senador por León. Fue también director general de prisiones: llegó a inaugurar la Cárcel Modelo de Madrid. Igualmente, fue director general de Administración municipal, subsecretario del Ministerio de Gobernación y gobernador de Valencia y Navarra. Se casó a los 64 años con una sobrina; al fallecer, transmitió un cuantioso legado a un hospital de su pueblo.
Tiene calle dedicada en León y recibió la Orden de Isabel la Católica y de la Gran Cruz del Mérito Militar.